# FC Wacker Innsbruck (1915-1999)
Ne doit pas être confondu avec FC Wacker Innsbruck (2002).
Maillots
Le FC Wacker Innsbruck était un club autrichien de football basé à Innsbruck, fondé en 1915 et dissous en 1999. Un nouveau club homonyme est refondé en 2002.

## Historique
- 1915 : fondation du club sous le nom de FC Wacker Innsbruck
- 1922 : fusion avec le FC Rapid Innsbruck en FC Sturm Innsbruck
- 1923 : fermeture du club
- 1923 : le club est refondé sous le nom de FC Wacker Innsbruck
- 1968 : 1re participation à une Coupe d'Europe (C3, saison 1968/69)
- 1971 : fusion avec le WSG Swarovski Wattens en SSW Innsbruck
- 1986 : révocation de la fusion, le club est renommé FC Wacker Innsbruck
- 1986 : FC Swarovski Tirol a pris la licence de Bundesliga. Le club recommence en 2. Klasse Mitte.
- 1987 : Demi-finaliste de la Coupe UEFA
- 1992 : fermeture du FC Swarovski Tirol, FC Wacker Innsbruck a pris la licence de Bundesliga
- 1993 : FC Tirol Innsbruck a pris la licence de Bundesliga. Le club recommence en Regionalliga Tirol.
- 1999 : fermeture du club

## Palmarès
- Championnat d'Autriche
  - Champion : 1971, 1972, 1973, 1975, 1977
  - Vice-champion : 1967, 1968, 1974, 1976

- Championnat d'Autriche de D2
  - Champion : 1964 (Regionalliga West), 1981

- Coupe d'Autriche
  - Vainqueur : 1970, 1973, 1975, 1978, 1979, 1993
  - Finaliste : 1976, 1982, 1983

- Coupe Mitropa
  - Vainqueur : 1975 et 1976

## Anciens joueurs
- Michael Baur
- Heinz Binder
- Manfred Braschler
- Vaclav Danek
- Fuad Dulic
- Johann Eisenstiller
- Roland Eschelmüller
- Johann Ettmayer
- Ove Flindt
- Manfred Gombasch
- Roland Hattenberger
- Alfred Hörtnagl
- Rudolf Horvath
- Hugo Hovenkamp
- Tomislav Ivkovic
- Kurt Jara
- Ivica Kalinic
- Roland Kirchler
- Friedrich Koncilia
- Peter Koncilia
- Arnold Koreimann
- Werner Kriess
- Manfred Linzmaier
- Hansi Müller
- Franz Oberacher
- Bruno Pezzey
- Peter Prumm
- Hans Rebele
- Helmut Redl
- Herbert Rettensteiner
- Alfred Roscher
- Helmut Siber
- Andreas Spielmann
- Werner Schwarz
- Josef Stering
- Michael Streiter
- Robert Wazinger
- Kurt Welzl
- Christoph Westerthaler
- Franz Wolny